# لوون هفتوان
لِوون خانکلدیان هَفتوان (ارمنی: Լեւոն Հաֆթվան زاده ۶ فروردین ۱۳۴۵ در تهران – درگذشته ۱۹ اسفند ۱۳۹۶ در تهران)؛ بازیگر و کارگردان ایرانی ارمنی‌تبار بود. از کارهای شاخص او می‌توان به فیلمهای پرویز و کوپال اشاره کرد.

## زندگی
لوون خانکلدیان هفتوان ۶ فروردین ۱۳۴۵ در خانواده‌ای ارمنی در محله حشمتیه به دنیا آمد. دوران ابتدایی و راهنمایی را در مدرسه ساهاکیان و متوسطه را در دبیرستان فیروز بهرام گذراند. سال ۱۳۶۳ در رشته هنرهای نمایشی دانشگاه تهران پذیرفته شد و در سال ۱۳۶۹ نمایش اسب نوشته محمد چرمشیر را به عنوان پایان‌نامه خود در رشته بازیگری و کارگردانی به اجرا درآورد. بازی در نقش کوتاهی در فیلم در کوچه‌های عشق ساخته خسرو سینایی از دیگر کارهای او در این دوران می‌باشد.
وی وقتی در سال ۱۳۷۰ برای شرکت در یک جشنواره تئاتر در ارمنستان به سر می‌برد پاسپورتش را گم کرد و نتوانست به ایران برگردد. در پی این اتفاق به مسکو رفت و فوق لیسانس خود را در رشته کارگردانی تئاتر از آکادمی هنرهای نمایشی روسیه دریافت کرد. در سال ۱۳۷۴ به کانادا مهاجرت کرد و با تأسیس کمپانی تولیدات هنری «لماز» و گروه تئاتری «ریرا» در شهر تورنتو  نمایشنامه‌های متعددی را کارگردانی و اجرا کرد که از جمله آن‌ها می‌توان به: «آهای کی اونجاست؟» (ویلیام سارویان)، «عاشق» (هارولد پینتر)، «دارم خواب می‌بینم. نمی‌بینم؟» (لوئیجی پیراندلو)، «مرغ دریایی» (آنتوان چخوف)، «شاید رؤیا» (لوئیجی پیراندلو) و «یکشنبه» (هارچ تارونیان) اشاره کرد. به عنوان بازیگر نیز علاوه بر ایفای نقش در چندین نمایش در برخی از آثار سینمایی همچون «صدای تاریک» ساخته بهروز افخمی نیز حضور داشت. لوون در تابستان ۱۳۸۹ پس از ۱۹ سال دوری از وطن به ایران بازگشت. او در ایران نیز به عنوان کارشناس تئاتر همکاری‌هایی با جشنواره بین‌المللی تئاتر فجر در زمینهٔ داوری و انتخاب نمایشنامه‌های ایرانی و غیر ایرانی را آغاز کرد و در همین زمان پیشنهاد بازی در فیلم لرزاننده چربی و سپس پرویز را دریافت کرد و دور جدیدی از فعالیت‌های او در ایران آغاز شد.

## درگذشت

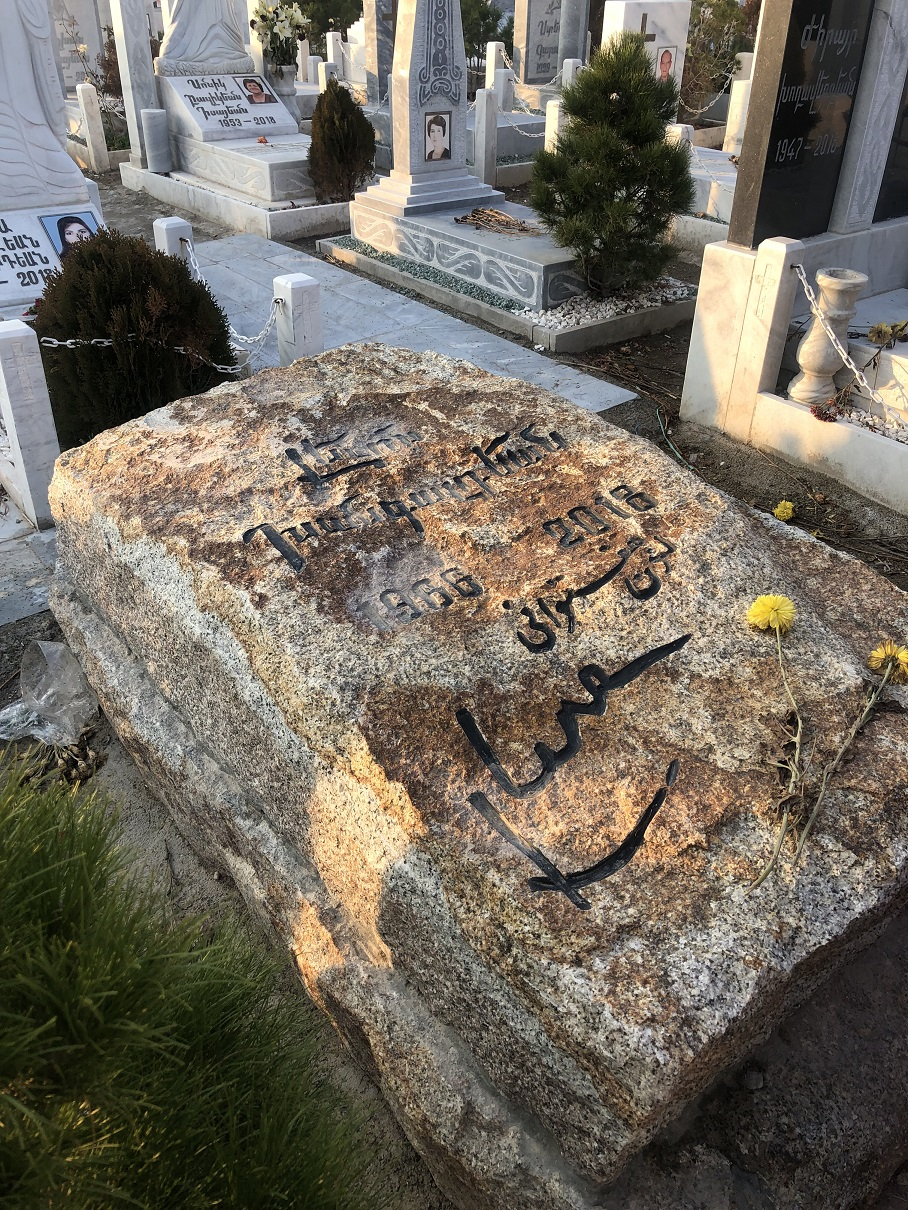
مقبره لوون هفتوان در آرامستان خاوران

لوون هفتوان در ۱۹ اسفند ۱۳۹۶ در صحنهٔ فیلم‌برداری مجموعهٔ تلویزیونی بوی باران دچار سکتهٔ قلبی شد و پس از انتقال به بیمارستان مدرس بر اثر ایست قلبی در سن ۵۱ سالگی درگذشت. . او در گورستان ارامنه تهران به خاک سپرده شد.

## جوایز
- برگزیده‌ی بهترین بازیگری مرد برای فیلم پرویز از «دوازدهمین جشنواره‌ی بین‌المللی فیلم داکا» / بنگلادش / ژانویه ۲۰۱۴
- برگزیده‌ی بهترین بازیگری مرد برای فیلم کوپال  از «دوازدهمین جشنواره‌ی بین‌المللی فیلم همیلتون» / کانادا / نوامبر ۲۰۱۷
- نامزد بهترین بازیگری مرد برای فیلم کوپال از «سومین جشنواره‌ی بین‌المللی فیلم ریل تایم» / نیجریه / ژوئن ۲۰۱۸
- برگزیده‌ی بهترین بازیگری مرد برای فیلم کوپال از «سومین جشنواره‌ی بین‌المللی فیلم کانال پاناما» / پاناما / اوت ۲۰۱۸
- لوح تقدیر بهترین بازیگر جشنواره برای فیلم کوپال از چهارمین جشنواره‌ی «All Lights India International Film Festival» / هندوستان/ دسامبر ۲۰۱۸

## آثار

### سینما (در مقام بازیگر)
| ۱۳۶۹ | در کوچه‌های عشق               | خسرو سینایی     | لوون خانکالدیان |       |      |                 |           |  |
| ۱۳۹۱ | لرزاننده چربی                | محمد شیروانی    |                 |       |      |                 |           |  |
| ۱۳۹۱ | پرویز                        | مجید برزگر      | پرویز           |       |      |                 |           |  |
| ۱۳۹۳ | اهالی خیابان یک طرفه (مستند) | مهدی باقری      | خودش            |       |      |                 |           |  |
| ۱۳۹۳ | مردی که اسب شد               | امیرحسین ثقفی   |                 |       |      |                 |           |  |
| ۱۳۹۴ | یک دزدی عاشقانه              | امیرشهاب رضویان | ناصر کانادا     |       |      |                 |           |  |
| ۱۳۹۴ | غیرمجاز                      | حسن یکتاپناه    | خیاط            |       |      |                 |           |  |
| ۱۳۹۴ | دراکولا                      | رضا عطاران      | مسعود           |       |      |                 |           |  |
| ۱۳۹۵ | کوپال                        | کاظم ملایی      | دکتر احمد کوپال |       |      |                 |           |  |
| ۱۳۹۵ | هجوم                         | شهرام مکری      | انباردار        |       |      |                 |           |  |
| ۱۳۹۶ | کار کثیف                     | خسرو معصومی     |                 | مستان | ۱۳۹۶ | بازی های مردانه | امین تبار |  |
| 1396 | عشق                          |                 |                 |       |      |                 |           |  |
| ۱۳۹۷ | اژدر                         | رضا سبحانی      |                 |       |      |                 |           |  |

### تئاتر (در مقام کارگردان)
| نمایش                      | نمایشنامه‌نویس   |
| -------------------------- | --------------- |
| آهای کی اونجاست؟           | ویلیام سارویان  |
| عاشق                       | هارولد پینتر    |
| دارم خواب می‌بینم. نمی‌بینم؟ | لوئیجی پیراندلو |
| مرغ دریایی                 | آنتوان چخوف     |
| شاید رؤیا                  | لوئیجی پیراندلو |
| یکشنبه                     | هارچ تارونیان   |
| بازی یالتا                 | برایان فریل     |

دزد عروس ک ها

### سریال
- ممنوعه در نقش مشایخ

## نگارخانه

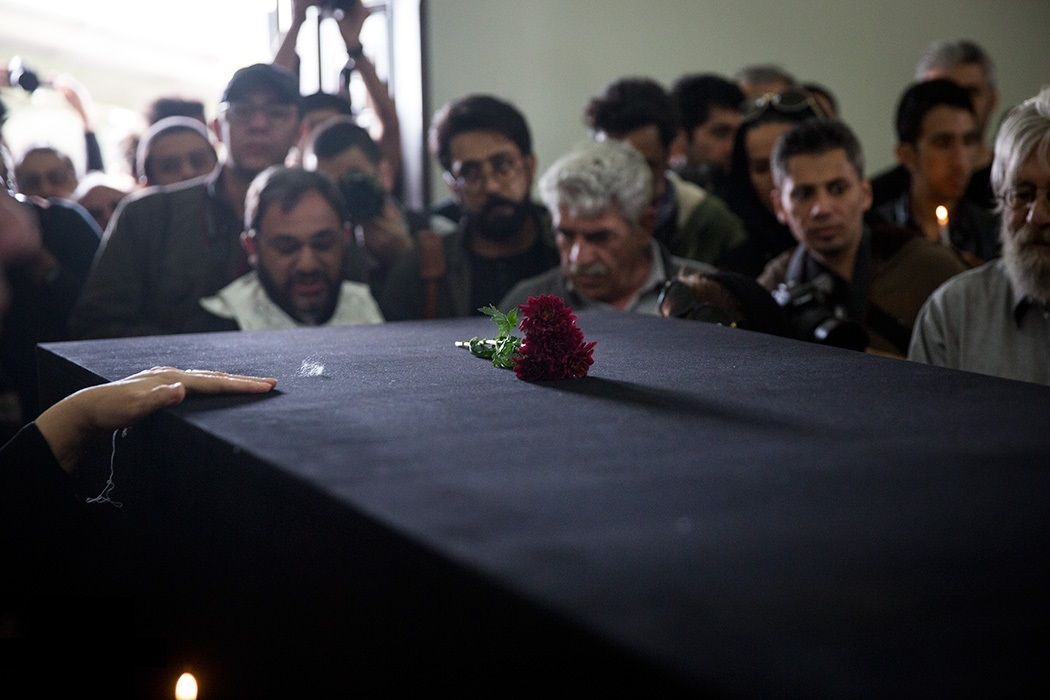
مراسم تدفین و خاکسپاری لوون هفتوان
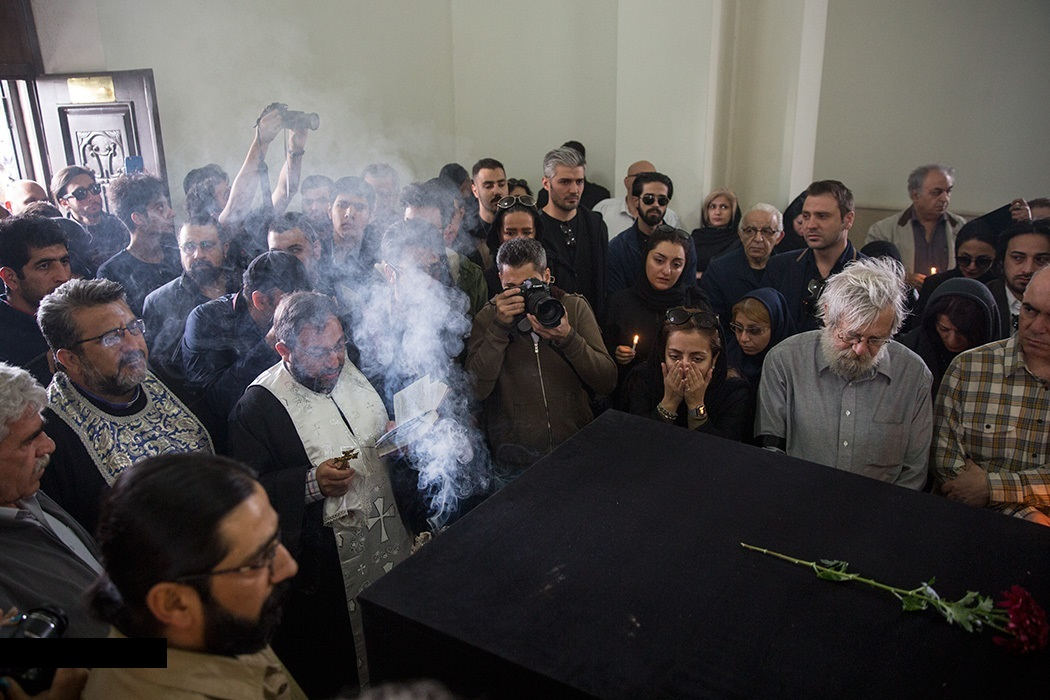
مراسم تدفین و خاکسپاری لوون هفتوان
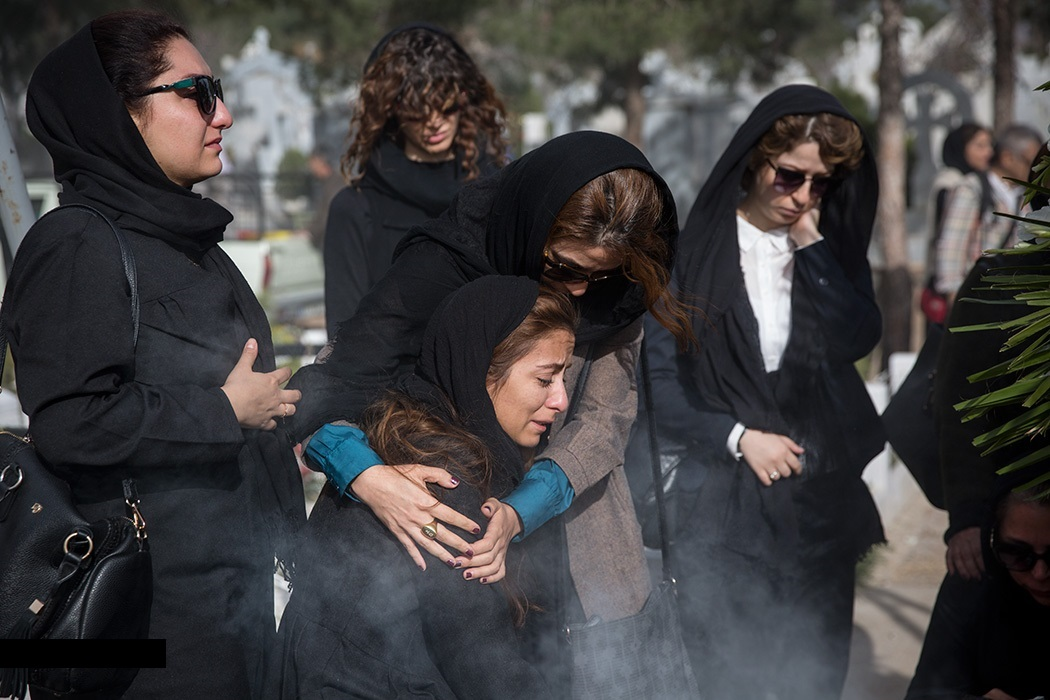
مراسم تدفین و خاکسپاری لوون هفتوان
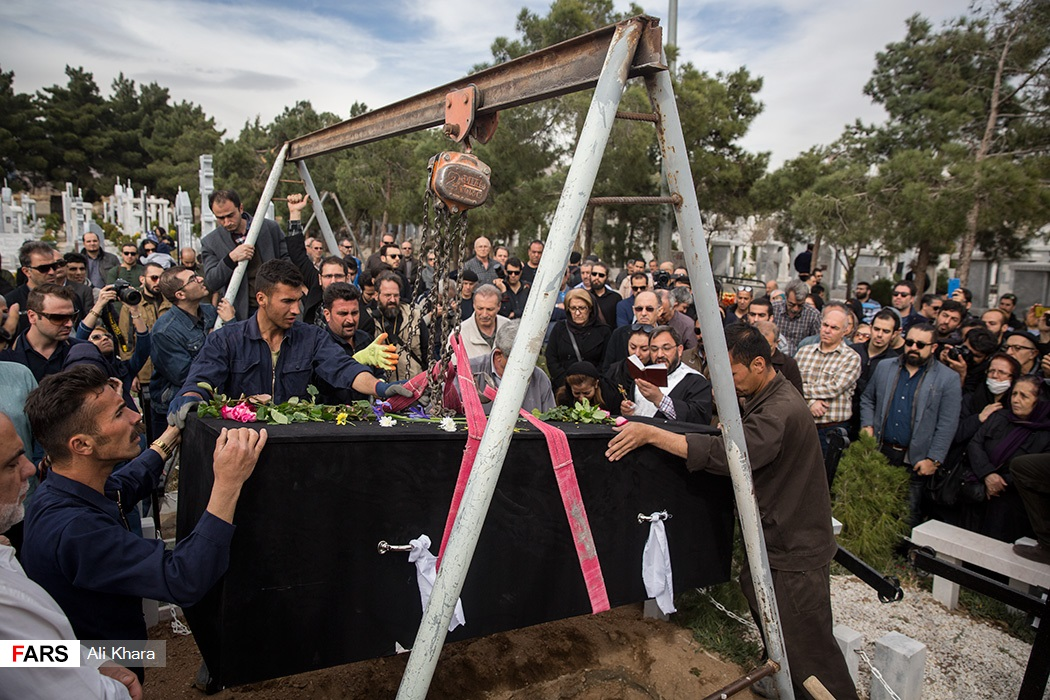